# Cariboo—Prince George
Pour les articles homonymes, voir Cariboo (homonymie) et Prince George.
Circonscription électorale fédérale du Canada
Cariboo—Prince George est une circonscription électorale fédérale canadienne de la Colombie-Britannique, située au centre de la province.

## Géographie
La circonscription comprend :
- le district régional de Cariboo ;
- la partie du district régional de Bulkley-Nechako constituée :
  - de la division électorale F de Bulkley-Nechako ;
- les parties du district régional de Fraser-Fort George constituées :
  - des divisions électorales C et E de Fraser-Fort George ;
  - de la partie de la ville de Prince George située au sud et à l'ouest d'une ligne décrite comme suit : commençant à l'intersection de la limite ouest de ladite ville avec la rivière Nechako; de là généralement vers le sud-est suivant ladite rivière jusqu'à l'autoroute 97 (autoroute Cariboo); de là vers le sud et le sud-est suivant ladite autoroute jusqu'au fleuve Fraser; de là généralement vers le sud suivant ledit fleuve jusqu'à la limite sud de la ville de Prince George.

Depuis le redécoupage de 2022, les circonscriptions limitrophes sont
- au nord-ouest et à l'ouest : Skeena—Bulkley Valley
- au nord-est : Prince George—Peace River—Northern Rockies
- à l'est et au sud-est : Kamloops—Thompson—Nicola
- au sud-ouest : North Island—Powell River[3].

## Historique
La circonscription est créée en 2003 à partir des circonscriptions de Cariboo—Chilcotin et de Prince George—Bulkley Valley.
Lors du redécoupage électoral de 2022-2023, la circonscription gagne au sud-est une partie de la circonscription de Kamloops—Thompson—Cariboo qui est abolie et redistribuée aussi dans deux nouvelles circonscriptions, Kamloops—Thompson—Nicola et Kamloops—Shuswap—Central Rockies. La population estimée de la circonscription modifiée est de 117 150 habitants.

## Députés
| Parlement                                                                                     | Années        | Député       | Parti | Parti        |
| --------------------------------------------------------------------------------------------- | ------------- | ------------ | ----- | ------------ |
| Cariboo—Prince George issue d'une partie de Cariboo—Chilcotin et Prince George—Bulkley Valley |               |              |       |              |
| 38e                                                                                           | 2004–2006     | Dick Harris  |       | Conservateur |
| 39e                                                                                           | 2006–2008     | Dick Harris  |       | Conservateur |
| 40e                                                                                           | 2008–2011     | Dick Harris  |       | Conservateur |
| 41e                                                                                           | 2011–2015     | Dick Harris  |       | Conservateur |
| 42e                                                                                           | 2015–2019     | Todd Doherty |       | Conservateur |
| 43e                                                                                           | 2019–2021     | Todd Doherty |       | Conservateur |
| 44e                                                                                           | 2021–2025     | Todd Doherty |       | Conservateur |
| 45e                                                                                           | 2025–en cours | Todd Doherty |       | Conservateur |

## Résultats électoraux
|       | Candidat          | Parti            | # de voix | % des voix |
|       | (x) Dick Harris   | Conservateur     | +24 443,  | 56,17 %    |
|       | Sangeeta Lalli    | Libéral          | +02 200,  | 5,06 %     |
|       | Jon Van Barneveld | NPD              | +13 135,  | 30,18 %    |
|       | Heidi Redl        | Vert             | +02 702,  | 6,21 %     |
|       | Jordan Turner     | Parti Rhinocéros | +00204,   | 0,47 %     |
|       | Henry Thiessen    | Héritage         | +00440,   | 1,01 %     |
|       | Jon Ronan         | Indépendant      | +00394,   | 0,91 %     |
| Total | Total             | Total            | 43 518    | 100 %      |

|       | Candidat               | Parti              | # de voix | % des voix |
|       | (x) Dick Harris        | Conservateur       | +22 619,  | 55,22 %    |
|       | Drew Adamick           | Libéral            | +04 309,  | 10,52 %    |
|       | Bev Collins            | NPD                | +10 579,  | 25,83 %    |
|       | Amber Van Drielen      | Vert               | +02 614,  | 6,38 %     |
|       | Dorothy-Jean O'Donnell | Marxiste-léniniste | +00114,   | 0,28 %     |
|       | Douglas Gook           | Indépendant        | +00729,   | 1,78 %     |
| Total | Total                  | Total              | 40 964    | 100 %      |